# 난쟁이비늘꼬리청서
난쟁이비늘꼬리청서 또는 난쟁이비늘꼬리날다람쥐(Idiurus zenkeri)는 비늘꼬리청서과에 속하는 설치류의 일종이다. 카메룬과 중앙아프리카공화국, 콩고공화국, 콩고민주공화국, 적도기니 그리고 우간다에서 발견된다. 자연 서식지는 아열대 또는 열대 기후 지역의 습윤 저지대 숲이다. 서식지 감소로 멸종 위협을 받고 있다.